# ملمو، نبراسکا
ملمو(به انگلیسی: Malmo) شهری در ایالت نبراسکا کشور ایالات متحده آمریکا است که جمعیت آن در سرشماری سال ۲۰۱۰ میلادی، ۱۲۰ نفر بوده‌است.